# Val d’Arolla

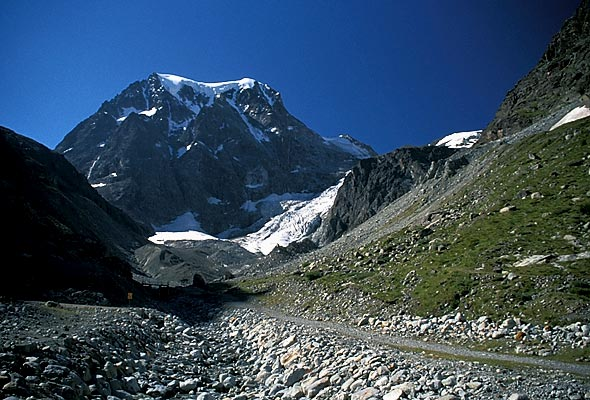
1200-metrowa ściana Mont Collon

Val d'Arolla – dolina w Szwajcarii w kantonie Valais, w Alpach Pennińskich. Jej wylot znajduje się w miejscowości Les Haudères, gdzie dolina Val d'Hérens rozdziela się na dwie doliny: zachodnią Val d'Arolla i wschodnią Val de Ferpècle. Stamtąd Val d'Arolla biegnie na południe. Od zachodu ogranicza ją masyw Aiguilles Rouges d’Arolla, za którym znajduje się dolina Val d’Hérémence, a od wschodu boczny grzbiet masywu Bouquetins. Oddziela on dolinę Val d'Arolla od doliny Val de Ferpècle.
Od południa dolinę zamyka 1200-metrowa ściana szczytu Mont Collon w masywie Mont Collon. Znajdują się tu lodowce Glacier d'Arolla, Haut Glacier d'Arolla i Glacier de Bertol.
Największą miejscowością w dolinie jest Arolla (1998 m), będąca dużym ośrodkiem turystyki i alpinizmu.